# Kim są Czesi?
Kim są Czesi? – esej czeskiego filozofa Jana Patočki. 
Czeski filozof napisał swój esej w latach siedemdziesiątych, kiedy wszelka publiczna dyskusja na temat tożsamości narodu, jego przeszłości i teraźniejszości była w Czechosłowacji niemożliwa. W wątku przewodnim dzieło to stanowi swoiste repetytorium z czeskiej historii, którego celem jest ukazanie głównych tendencji rozwojowych czeskiego narodu i państwa oraz formujących je idei, a także pokazanie problematyki czeskiej tożsamości narodowej i świadomości politycznej ukształtowanej w procesie historycznym.
Na język polski esej przełożył Jacek Baluch.